# Distretto di Sheberghan
Il distretto di Sheberghan è un distretto dell'Afghanistan appartenente alla provincia dello Jowzjan. Viene stimata una popolazione di 44 886 abitanti (stima 2016-17).